# Валентин Гацински
Валентин Петков Гацински е български дипломат, посланик. Първи-заместник-министър на външните работи през периода 1993 – 1995 г. (В правителството на Любен Беров и в правителството на Ренета Инджова).
Завършва специалност „Международни отношения“ с персийски език в Московския държавен институт по международни отношения през 1974 г. Постъпва в Министерството на външните работи, където работи (главно в отдел „Пети“ – после дирекция „Азия, Австралия и Океания“) до 1999 г. Посланик в Афганистан (1991 – 1993) – ранен при евакуацията на посолството, и в Япония (1995 – 1998).
После е на работа в ООН и други международни организации, където заема редица ръководно-координационни постове, включително в мисии – в Таджикистан, Русия и Шри Ланка. Бил е директор за мироопазващите операции в Азия (2009 – 2011) в ООН, Ню Йорк, а след това е началник на кабинета на специалния представител на генералния секретар на ООН за Афганистан (2012 – 2013).